# 久元祐子
久元 祐子（ひさもと ゆうこ）は、日本のピアニスト。
東京藝術大学大学院修士課程（ピアノ専攻）修了。指揮者の コルネリウス・マイスター、下野竜也、金聖響、飯森範親などの各氏、ウィーン放送交響楽団、日本フィルハーモニー交響楽団、東京フィルハーモニー交響楽団、神奈川フィルハーモニー交響楽団、札幌交響楽団、テレマン室内管弦楽団、ラトビア国立交響楽団などのオーケストラと共演。ベルリン弦楽四重奏団との共演など室内楽のコンサートにも多数出演。
2012年、2014年イタリア国際モーツァルト音楽祭に招聘され、リサイタルを開催
モーツァルトついては、CD録音、オーケストラとの共演、ソロ・リサイタル、トークを交えたレクチャーリサイタル、著書の執筆など、演奏と研究の両面での活動で知られる。
また、近年は、クラヴィコード（M．ヴァルカ制作）、モーツァルト時代のフォルテピアノ（アントン・ヴァルター）、ショパン時代のピアノ（プレイエル、1843年パリ制作）、ベーゼンドルファー社創設当時のピアノ（ベーゼンドルファー、1829年ウィーン制作）、リスト時代のピアノ（エラール、1868年パリ制作）などの歴史的楽器からモダンピアノまでさまざまなタイプの楽器を使ってのコンサートや録音に数多く取り組み、それぞれの時代の中で作曲家が求めた響きと美学を追い求めている。ベーゼンドルファーアーティスト。
国立音楽大学教授として、研究と後進の指導にもあたっている。
夫は、神戸市長（第16代・現職）の久元喜造。

## ディスク
- 久元祐子 優雅なるモーツァルト[モーツァルト|ピアノ・ソナタ　K331,333（コジマ録音）2015年（毎日新聞特薦版、レコード芸術特選盤）
- 久元祐子 学習するモーツァルト[モーツァルト|ピアノ・ソナタ　K282,283,284　ヨハン・クリスティン・バッハ|ピアノ・ソナタ　作品5の2,5の3]（コジマ録音）2011年
- 久元祐子 ハイドンとモーツァルト[ハイドン|ピアノ・ソナタ　Hob.ⅩⅥ-23,46　モーツァルト|ピアノ・ソナタ　K279,280,281]（コジマ録音）2009年（毎日新聞ＣＤ選1位）
- 久元祐子 青春のモーツァルト[モーツァルト|ピアノ・ソナタ　K309,311,310]ほか]（コジマ録音）2007年
- 久元祐子 ピアノ名曲のよる花束（Pro Arte Musicae）2005年
- 久元祐子 リスト〔巡礼の年　第2年＜イタリア＞〕（Bishop Records）2004年
- 久元祐子 《ノスタルジア　～懐かしい風景～》（ライブノーツ）2003年
- 久元祐子 ベートーヴェン《テレーゼ》《ワルトシュタイン》（コジマ録音）2000年
- 久元祐子 ショパンリサイタル（コジマ録音）1999年

ほか

## 著書
- 「原典版」で弾きたい! モーツァルトのピアノ・ソナタ 楽譜選びから演奏法まで（アルテスパブリッシング）2013年
- 楽器からアプローチする演奏法 名器から生まれた名曲 1 モーツァルトとヴァルター・ピアノ（学習研究社）2013年
- 作曲家ダイジェスト CDブック ショパン（学習研究社）2010年
- 作曲家別演奏法・モーツァルト（ショパン）2008年
- モーツァルトのピアノ音楽研究（音楽之友社）2008年
- 作曲家別演奏法・シューベルト、メンデルスゾーン、シューマン、ショパン（ショパン）2005年
- モーツァルト・18世紀ミュージシャンの青春（知玄舎）2004年
- モーツァルトはどう弾いたか（丸善出版）2000年
- モーツァルトのクラヴィーア音楽探訪・天才と同時代人たち（音楽之友社）1998年

など